# Nowa Kamionka (powiat sokólski)
Nowa Kamionka – wieś w Polsce położona w województwie podlaskim, w powiecie sokólskim, w gminie Sokółka.
W latach 1975–1998 miejscowość należała administracyjnie do województwa białostockiego.
Wierni kościoła rzymskokatolickiego należą do parafii Najświętszego Ciała i Krwi Chrystusa w Sokółce.
1 stycznia 1972 część gruntów wsi (6,74 ha) włączono do Sokółki.